# Nubiolestes
Nubiolestes is een geslacht van libellen (Odonata) uit de familie van de Synlestidae. Voorheen werd het geslacht ingedeeld bij de Perilestidae.

## Soorten
Nubiolestes omvat 1 soort:
- Nubiolestes diotima (Schmidt, 1943)